# رابطة مسلمي فيجي
رابطة مسلمي فيجي (FML) هي منظمة تأسست عام 1926 في فيجي. وبعد تأسيسها أنشأت المنظمة فروعًا في جميع أنحاء البلاد. تدير رابطة مسلمي فيجي معظم المدارس الإسلامية في فيجي.

## التاريخ

### التأسيس
في 31 أكتوبر 1926، تأسست رابطة مسلمي فيجي في مسجد الجامع في توراك.

### التعليم
ساهمت رابطة مسلمي فيجي في دعم أنظمة التعليم في فيجي. وكانت المدرسة الأولى التي أفتتحتها رابطة مسلمي فيجي هي مدرسة سوفا الابتدائية للمسلمين. وتملك رابطة مسلمي فيجي حاليًا وتدير سبعة عشر مدرسة ابتدائية وخمس مدارس ثانوية بالإضافة إلى مؤسسة للتعليم العالي. كما ساعدت رابطة مسلمي فيجي في دعم الدراسات العليا للمسلمين الفقراء من خلال القروض. وقد مُنحت قروض من البنك الإسلامي للتنمية للدراسات المحلية لتقنية المعلومات وأخرى لدراسة الطب في باكستان من قبل رابطة مسلمي فيجي.

### السياسة
في عام 1929، سعت رابطة مسلمي فيجي إلى الحصول على تمثيل منفصل للمسلمين في المجلس التشريعي في فيجي.

## أنظر أيضا
- الإسلام في جزر فيجي